# Strathearn

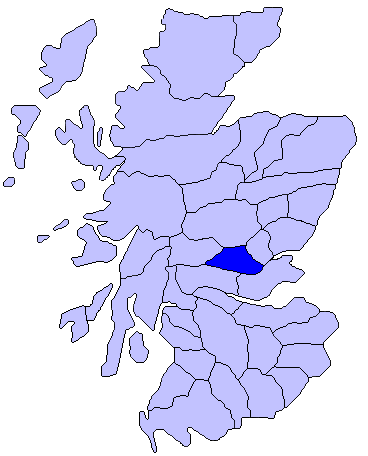
Xứ Strathearn nằm trong lãnh thổ Scotland.

Strathearn hay Strath Earn còn được biết đến là Thung lũng Earn là tên của một vùng lịch sử ở Scotland, nằm ở miền Trung Scotland. Tên này có nguồn gốc từ từ "strath", có nghĩa là thung lũng hoặc vùng đất thấp ven sông và Earn, tên của con sông chính chảy qua khu vực này.
Trong lịch sử, Strathearn từng là một vùng đất quan trọng và có tước hiệu Bá tước xứ Strathearn, mà sau này được gắn với vương thất Anh. Vào thế kỷ 14, Strathearn là một trong những vùng đất lớn ở Scotland và đã trải qua nhiều thay đổi trong quyền sở hữu và cai trị. Tước hiệu Công tước xứ Strathearn đã trở thành một phần của vương thất khi Charles Edward Stuart, Công tước xứ Cumberland và Strathearn được phong tước này vào thế kỷ 18.
Strathearn còn được biết đến là quê hương của một trong những gia tộc quý tộc lâu đời của Scotland và có tầm ảnh hưởng trong nhiều thế kỷ qua. Các tước hiệu liên quan đến Strathearn vẫn còn tồn tại trong các vương thất và quý tộc Scotland ngày nay.
Strathearn cũng là tên của một tỉnh cổ của Vương quốc Alba, dưới quyền của một lãnh chúa và sau đó là một Bá tước. Gần đây hơn, tên này đã được sử dụng trong một số danh hiệu do vương thất Anh sử dụng.